# 운명론자 자크와 그 주인

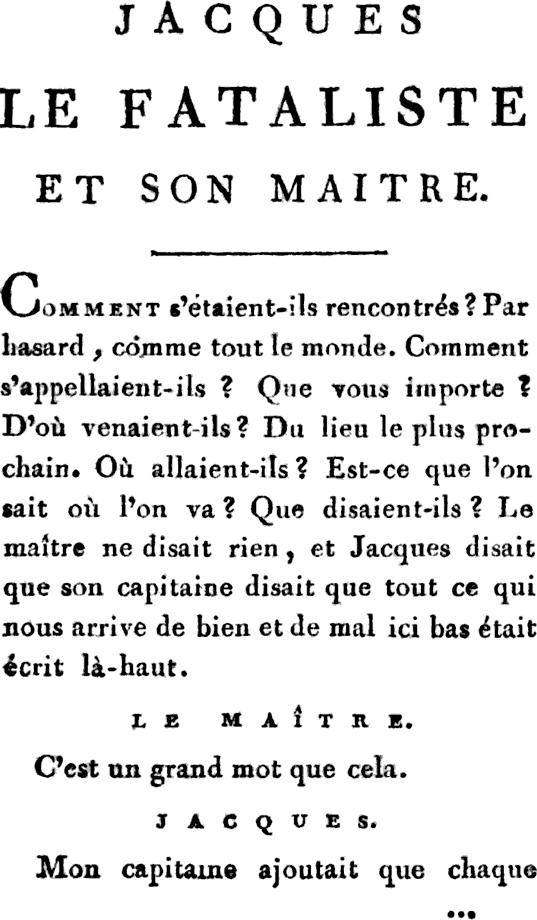
1797년 에디션

《운명론자 자크와 그 주인》(프랑스어: Jacques le fataliste et son maître)은 드니 디드로 작품의 대화체 풍자소설이다.
일종의 여행기로서 일관된 줄거리는 없이 연속된 삽화로 되어 있다. 종복인 자크와 주인이 주고받는 활발하고 우스운 의논에는 당시 사회와 정치, 도덕과 풍속에의 예리한 풍자와 비판이 있다. 1785년 실러가 일부를 독일어로 번역하였고 프랑스에서는 1796년에 초판이 나왔다.